# Балбекин, Александр Романович
Алекса́ндр Рома́нович Балбе́кин (1 октября 1943 — 4 января 2015) — советский, киргизский актёр, режиссёр, писатель; Заслуженный артист Киргизской ССР (1990).

## Биография
Родился 1 октября 1943 года в селе Мельгуны Мордовского района Тамбовской области. Отцом его был Балбекин Роман Кузьмич. Он работал в колхозе села разнорабочим. А мать сидела дома с детьми.
В 1964 году — актёр Алма-Атинского ТЮЗа. В 1968 году окончил театральную студию при Тамбовском областном драматическом театре имени Луначарского, получив специальность «актёр драмы». Работал актёром в театрах России.
В 1973—2009 годы — актёр и режиссёр Государственного русского театра драмы им. Н. К. Крупской (ныне — Государственный академический русский театр драмы им. Ч. Айтматова). В 1998 году окончил Московский институт культуры по специальности «режиссёр театра».
Одновременно с 1997 г. — директор Общественного фонда «Рампа». В 1997 году его авторская программа «Театр наций в стране Диснейленд» вошла топ-5 лучших программ Европы и России на фестивале «Солнцеворот» (Санкт-Петербург).
Член Союза писателей Кыргызстана, Международного союза писателей «Новый Современник» (с 2011).

## Творчество

### Роли в театре
Государственный академический русский театр драмы им. Ч. Айтматова
- «Король Лир» У. Шекспира — Эдгар
- «Горе от ума» А. С. Грибоедова — Молчалин
- «Сарынжи» по «Саринжи-Бёкёй» К. Эшмамбетова — Конур
- «Борис Годунов» А. С. Пушкина — Мнишек
- «Игрок» по роману Ф. М. Достоевского — барон Вурмерльш
- «Дядя Ваня» А. П. Чехова — Астров
- «Три сестры» А. П. Чехова — Солёный
- «И дольше века длится день» по одноимённому роману Ч. Айтматова — Сабиджан

### Роли в кино
| Год  |   | Название        | Роль   |
| ---- | - | --------------- | ------ |
| 1974 | ф | Валькины паруса | эпизод |

### Избранные сочинения
Источник — электронные каталоги РНБ
- Балбекин А. Р. Про Топа и про Типа : Рассказ : Для детей дошкол. возраста / Худож. В. Гладков. — Фрунзе : Мектеп, 1981. — 20 с.
- Балбекин А. Р. Приключения Букваренка : Повесть-сказка [Для мл. шк. возраста] / [Худож. З. Мидинова]. — Фрунзе : Мектеп, 1986. — 43 с.

## Награды и признание
- Заслуженный артист Киргизской ССР (1990)
- Почётная грамота Киргизской Республики (2005)